# Tom Belling jun.

Tom Bellings Hundezirkus im Circus Busch Berlin, ca. 1930

Tom Belling jun. (* 6. Februar 1873 in Wien; † 29. Oktober 1934 ebenda) war ein Clown.

## Leben
Tom Belling jun. war der Sohn des berühmten amerikanischen Clowns Tom Belling (1843–1900), der die Figur des Dummen August kreierte und lange Zeit in Wien im Circus Renz aufgetreten war. Er betätigte sich wie seine Brüder Gobert und Clemens als Clown und Kleintierdresseur. Belling jun. übernahm aber nicht nur die Rolle seines Vaters – diese fiel später seiner Frau zu –, sondern arbeitete in der Maske des Weißclowns, in der er weltweit Berühmtheit erlangte. Auch seine Schwestern Viktoria und Ella waren anfänglich im Zirkus als Reiterinnen, Seiltänzerinnen, Jongleurinnen und Trapezkünstlerinnen tätig.
In seinem Grab auf dem Evangelischen Friedhof Wien-Simmering (III, 95) sind auch seine Frau Anna (1875–1961) und seine Mutter Anna Catharine Belling, geborene Stafford (1844–1906), beigesetzt.